# ساجراقولا
ساجراقولا؛ هي بلدية تقع في مقاطعة فروزينوني في منطقة لاتسيو الإيطالية ، وتقع على بعد حوالي ٦٠ كيلومترا اي ٣٧ ميل في جنوب شرق روما وحوالي 15 كيلومتر (9 ميل) غرب فروزينوني.
تقع ساجراقولا على حدود البلديات الاتيه: اناجنى وفيرينتينو وجورجت ومورولو

## روابط خارجية
- الموقع الرسمي